# Bibata Niandou Barry
Bibata Niandou Barry, née le 2 mars 1955, est une juriste, femme politique et militante du droit des femmes nigérienne. Elle est surnommée Madame Barry.

## Biographie
Bibata Niandou Barry est la sœur du politologue Abdoulaye Niandou Souley (de) et de l'homme politique Harouna Niandou (de).
À l'issue de ses études, elle obtient un diplôme de droit judiciaire privé et rejoint en 1990 la police nigérienne qui cherche une femme avec un diplôme supérieur. Elle est la première femme commissaire de police du Niger,.
En 1991, elle fonde l'Association des femmes juristes du Niger, une des associations féminines les plus actives à l'époque.
En 2003, Bibata Niandou Barry est nommée préfet-président de la ville de Niamey. Elle reste en place du 9 janvier 2003 au 16 février 2004 et son travail est salué,. Elle est la première femme à occuper ce poste.
En 2007, elle est nommée ministre de la Promotion de la femme et de la Protection de l'enfant dans le gouvernement Seyni Oumarou,. En 2009, elle soutient le « coup d'État constitutionnel » du président Mamadou Tandja qui souhaite se représenter alors que la constitution le lui interdit. Le coup d'État de février 2010 renverse Tandja et Bibata Niandou Barry perd aussi son poste ministériel.
Après la fin de sa carrière politique, elle redevient avocate,.